# 在留カード
在留カード（ざいりゅうカード、英語: Residence card、中国語: 在留卡、朝鮮語: 체류카드、スペイン語: Tarjeta de residencia、ポルトガル語: Cartão de Permanência）とは、日本の法務大臣が中長期在留者に交付するICカードである。

## 在留カードの制度の開始
在留カードの制度は、2009年（平成21年）に公布され、2012年（平成24年）7月9日に施行された出入国管理及び難民認定法の改正法で定められた、外国人に対する法務省の入国管理制度である。同制度の導入により、従来の外国人登録制度に基づいた外国人登録証明書は廃止された。
従来の外国人登録制度では、各地方自治体が外国人登録証明書を発行していたため、入国管理を所掌する法務省入国管理局との連携が不十分で、不法滞在者にも外国人登録証明書が発行される事態があった。このような事態を防ぐために、在留外国人を一元的に入国管理局が管理できる在留カードの制度が始まった。（なお、2019年4月に法務省入国管理局は出入国在留管理庁に組織改編した。）
また、ICカードを採用した背景として、外国人登録証明書の券面の記載事項を細工し、偽造する行為が横行したため、偽造が困難なICチップを、券面表記内容と同様であることを確認する手段として採用した。偽造の場合は、ICカードリーダーが反応しない・券面とICの情報が一致しない特性も併せ持つ。
この在留カードの制度により、入国管理局が在留外国人の状況をこれまで以上に正確に把握できるようになるため、在留外国人の在留期間の上限をこれまでの3年から最長5年とすることや、希望者に自動化ゲートが利用出来たり、出国の日から1年以内に再入国する場合の再入国許可手続を原則として不要とするみなし再入国許可制度が導入された。
これにより、適法に在留する外国人の利便性が向上し、券面を書き換えた偽造在留カードとの判別も容易になった。また、この制度の開始により、在留外国人も日本国籍者と同様に住民基本台帳で管理され、住民票も発行される様になり、住所変更の際には、役所にて転入と転出の際に届出が必要になる。
中華民国籍の外国人の国籍・地域表記欄については、従来の外国人登録証明書では、「一つの中国」の影響で「中国」だったものが、台北駐日経済文化代表処などの働きかけを受けて、在留カードでは「台湾」表記に変更された。なお、金馬地区や大陸地区など、地理的区分では台湾と見做されない省に本籍がある場合も、一律で台湾表記となる（外省人も参照）。
なお、この外国人に対する入国管理制度の開始により、特別永住者には、従来の外国人登録制度下における外国人登録証明書に代わって、特別永住者証明書が発行される。
日本に不法滞在しようとするための偽造カードが、制度開始の2012年からインターネット上で取引されている。日本で犯罪の温床となる恐れもあり、外国国籍者への指紋登録や偽装出来ない登録制への改正に加えて、水際での摘発が重要になってきている。

## 中長期在留者
「中長期在留者」とは、以下のいずれにもあてはまらない人である（法第19条の3）。
1. 「3月」以下の在留期間が決定された人
2. 「短期滞在」の在留資格が決定された人
3. 「外交」又は「公用」の在留資格が決定された人
4. 1から3の外国人に準じるものとして法務省令で定める人[注 1]
5. 特別永住者[注 2]
6. 在留資格を有しない人 [注 3]

中長期在留者には、在留カードの携帯・提示義務が生じる（法第23条第2項）。ただし、本来日本国に在留する16歳以上の外国人は常に旅券を携帯する義務があるが、中長期在留者が在留カードを携帯している場合には、旅券の携帯義務が免除される。在留カードを故意に携帯しなかった者は、20万円以下の罰金に処される（法第75条の3）。ただし、16歳未満の外国人にはこの義務がない（法第23条第5項）。

## 在留カードの記載事項等
出入国管理及び難民認定法第19条の4に定める在留カードの記載事項は以下の通り。
1. 氏名、生年月日、性別及び国籍の属する国又は第2条第5号ロに規定する地域[注 4]
2. 住居地（日本における主たる住居の所在地をいう。以下同じ。）
3. 在留資格、在留期間及び在留期間の満了の日
4. 許可の種類及び年月日
5. 在留カードの番号、交付年月日及び有効期間の満了の日
6. 就労制限の有無
7. 第19条第2項の規定による許可を受けているときは、その旨[6]
8. 中長期在留者の証明写真

## 在留カードの有効期限
出入国管理及び難民認定法第19条の5に定める在留カードの有効期限は以下の通り。
1. 16歳以上の永住者　交付の日から7年間
2. 16歳未満の永住者　16歳の誕生日まで
3. 16歳以上で永住者以外の外国人　在留期間の満了日まで
4. 16歳未満永住者以外の外国人　在留期間の満了日又は16歳の誕生日のいずれか早い日まで

誕生日が閏年の2月29日の場合、閏年以外の年における誕生日は2月28日とみなす。

## 偽造在留カード問題
2019年1月28日、法務省東京入国管理局が、入管難民法違反容疑で偽造拠点とみられる埼玉県川口市内のマンションを1月11日に家宅捜索し、偽造された在留カードなど約5,000点を押収したことが分かった。東京入国管理局は、室内にいた元留学生の中国人の男を同法違反容疑で摘発し、入管施設に収容するとともに警視庁に刑事告発した。偽造拠点の摘発は全国2例目で、押収量は過去最大規模である。偽造カードは精巧な作りで、改正出入国管理及び難民認定法が2019年4月1日に施行されるのを控え、抜本的な対策が求められる。
また、警視庁は2020年10月に、偽造在留カードの製造拠点から偽造カードの画像約1,100点を押収しているが、そのうちの約8割に、日本政府から発行された正規の番号と有効期間が記載されていることが明らかになっている。正規の番号などで日本政府の照会サイトをすり抜けている可能性が指摘されており、番号などが偽造カードの製造拠点に大量に流出していると見られている。